# جام قهرمانی فوتبال ایران
جام قهرمانی فوتبال ایران نخستین سری مسابقات فوتبال ایران بود. رقابتی سراسری در رشته فوتبال که در گروه مسابقات قهرمانی ایران برگزار می‌شد. این مسابقات رسمی بوده است و زیر نظر فدراسیون فوتبال ایران برگزار می‌شد.
نخستین دوره لیگ فوتبال ایران با نام جام قهرمانی فوتبال ایران ۱۳۳۶ به صورت متمرکز در شهر اصفهان برگزار شد و در پایان باشگاه تاج تهران با شکست کلنی مموریال تبریز عنوان قهرمانی لیگ فوتبال ایران را به دست آورد. واپسین قهرمان این رقابت‌ها در سال ۱۳۴۸ نیز تیم پیکان تهران بود.
کسب اولین دو گانه فوتبال ایران توسط استقلال تهران و سه‌گانه توسط  دارایی تهران از راه این رقابت‌ها رقم خورد.
در مجموع ۱۱ دوره از رقابت‌های جام قهرمانی فوتبال ایران، باشگاه پاس تهران سه بار قهرمان ایران شد تا به نام پرافتخارترین تیم این رقابت‌ها لقب بگیرد.

## لیست قهرمانان
| دوره | قهرمان               | نایب‌قهرمان             | آقای گل         | میزبان     |
| ---- | -------------------- | ---------------------- | --------------- | ---------- |
| ۱۳۳۶ | تاج تهران            | کلنی مموریال تبریز     | پرویز کوزه‌کنانی | اصفهان     |
| ۱۳۳۷ | برگزار نشد           | برگزار نشد             | برگزار نشد      | برگزار نشد |
| ۱۳۳۸ | کلنی مموریال تبریز   | شاهین اصفهان           | ائلدار صادق‌زاده | تبریز      |
| ۱۳۳۹ | جم آبادان            | فرهنگ قزوین            | پرویز دهداری    | ساری       |
| ۱۳۴۰ | آریا مشهد            | کیان تهران             | شاهرخ جوانشیر   | مشهد       |
| ۱۳۴۱ | دارایی تهران         | کلنی مموریال تبریز     | بیوک صباغ       | اصفهان     |
| ۱۳۴۲ | شاهین اصفهان         | تیم فوتبال منتخب تهران |                 | تهران      |
| ۱۳۴۳ | کیان تهران           | کلنی مموریال تبریز     | محمدعلی مالکیان | مشهد       |
| ۱۳۴۴ | پاس تهران            | آریا مشهد              | همایون شاهرخی   | ساری       |
| ۱۳۴۵ | برگزار نشد           | برگزار نشد             | برگزار نشد      | برگزار نشد |
| ۱۳۴۶ | پاس تهران            | کلنی مموریال تبریز     | پرویز میرزاحسن  | کرمان      |
| ۱۳۴۷ | پاس تهران            | گیو بندر انزلی         | جواد صالح نیا   | بندر انزلی |
| ۱۳۴۸ | پیکان ناسیونال تهران | تاج شیراز              | ابراهیم آشتیانی | تهران      |

## پرافتخارترین تیم‌های جام قهرمانی فوتبال ایران
تعداد و سهم قهرمانی هر باشگاه (٪)
| رده | باشگاه             | قهرمانی | نایب‌قهرمانی | قهرمانی‌ها      | دوره‌های قهرمانی | نایب‌قهرمانی‌ها       | وضعیت فعلی باشگاه |
| --- | ------------------ | ------- | ----------- | -------------- | --------------- | ------------------- | ----------------- |
| ۱   | پاس تهران          | ۳       | ۰           | ۱۳۴۴ ۱۳۴۶ ۱۳۴۷ | هفتم هشتم نهم   | _                   | منحل شده          |
| ۲   | کلنی مموریال تبریز | ۱       | ۴           | ۱۳۳۸           | دوم             | ۱۳۳۶ ۱۳۴۱ ۱۳۴۳ ۱۳۴۶ | منحل شده          |
| ۳   | سپاهان اصفهان      | ۱       | ۱           | ۱۳۴۲           | هفتم            | ۱۳۳۸                | فعال              |
| ۳   | کیان تهران         | ۱       | ۱           | ۱۳۴۳           | ششم             | ۱۳۴۰                | منحل شده          |
| ۳   | آریا مشهد          | ۱       | ۱           | ۱۳۴۰           | چهارم           | ۱۳۴۴                | منحل شده          |
| ۴   | استقلال تهران      | ۱       | ۰           | ۱۳۳۶           | اول             | _                   | فعال              |
| ۴   | شاهین آبادان       | ۱       | ۰           | ۱۳۳۹           | سوم             | _                   | منحل شده          |
| ۴   | دارایی تهران       | ۱       | ۰           | ۱۳۴۱           | پنجم            | _                   | فعال              |
| ۴   | پیکان تهران        | ۱       | ۰           | ۱۳۴۸           | دهم             | _                   | فعال              |
| ۵   | فرهنگ قزوین        | ۰       | ۱           | _              | _               | ۱۳۳۹                | فعال              |
| ۵   | گیو بندر انزلی     | ۰       | ۱           | _              | _               | ۱۳۴۷                | منحل شده          |
| ۵   | تاج شیراز          | ۰       | ۱           | _              | _               | ۱۳۴۸                | منحل شده          |

## پیشینه مسابقات جام قهرمانی فوتبال ایران
بعد از عضویت فدراسیون فوتبال ایران در فیفا، مسابقاتی به‌طور منسجم برگزار گردید و رفته رفته رقابت بین تیم‌های شهرستانی آغاز شد. از سال ۱۳۳۵ اولین مسابقات قهرمانی کشور بین تیم‌های اصفهان، تهران، تبریز، مشهد و آبادان به میزبانی مسابقات که در کرمان برگزار گردید که زمینه‌ساز آغاز رقابت‌های باشگاهی بین شهرستانی شد و از سال بعد رقابت‌ها با حضور باشگاه‌ها آغاز گردید.

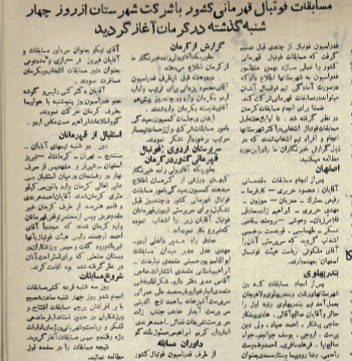
آغاز جام قهرمانی فوتبال ایران توسط فدراسیون فوتبال ایران در سال ۱۳۳۵، کیهان ورزشی ۱۳۳۵

## جام قهرمانی فوتبال ایران ۱۳۳۶

بازیکنان تاج و جام قهرمانی مسابقات جام قهرمانی فوتبال ایران ۱۳۳۶

تاج تهران اولین قهرمان لیگ فوتبال ایران
نخستین تلاش‌ها برای برگزاری لیگ سراسری فوتبال ایران در دهه ۱۳۳۰ خورشیدی انجام شد. با نظر فدراسیون فوتبال ایران در شهریور ۱۳۳۶ اولین دوره لیگ فوتبال ایران با نام جام قهرمانی فوتبال ایران تحت عنوان مسابقات کشوری بین نمایندگان استان‌ها در شهر اصفهان برگزار شد. تیم تاج تهران در آن سال با کسب قهرمانی در لیگ فوتبال استان تهران به عنوان نماینده باشگاه‌های فوتبال تهران برای کسب جام قهرمانی ایران راهی رقابت‌های کشوری در اصفهان شد. تاج تهران با کسب پنج پیروزی و یک تساوی بدون شکست به فینال رقابت‌ها رسید و در دیدار نهایی تیم کلنی مموریال تبریز را با نتیجه ۳–۰ مغلوب کرد و اولین قهرمان جام باشگاه‌های ایران لقب گرفت.

## جام قهرمانی فوتبال ایران ۱۳۳۷
لغو شد
در اواخر سال ۱۳۳۶ در اثر وقوع زلزله، مسابقات سال ۱۳۳۷ لغو شد و بودجه این بازی‌ها به زلزله زدگان اهدا شد.

## جام قهرمانی فوتبال ایران ۱۳۳۸
کلنی تبریز دقیقه نود قهرمان ایران شد.
درحالی‌که به نظر می‌رسید شاهین اصفهان جام را برای این شهر به ارمغان خواهد برد، دقیقه ۸۹ ورق برگشت و جام در تبریز ماندگار شد.
دومین دوره در چهار منطقه ایران برگزار شد و از هر منطقه یک تیم به مرحله پایانی راه یافت. چهار تیم پایانی در یک گروه به میزبانی تبریز به مصاف هم رفتند. تیم کلنی مموریال تبریز که یک امتیاز از شاهین اصفهان عقب بود در آخرین بازی توانست با شکست حریف خود قهرمان شود. شهر تهران در این دوره به دلیل لغو مسابقات لیگ تهران در سال قبل نماینده‌ای نداشت و مسابقات بدون حضور تیمی از تهران برگزار شد. در این دوره از مسابقات شاهین اصفهان به مقام دوم رسید.
از اتفاقاتی که در این دوره رقم خورد و ماندگار شد، بی‌توجهی به ذات ورزش فوتبال بود که بعد از آن هرگز تکرار نشد. دیدار پایانی تا دقیقه ۸۹ مساوی پیش می‌رفت و مسئولان برگزاری از بلندگوهای ورزشگاه قهرمانی شاهین اصفهان را تبریک گفته و خواستند که برای مراسم جشن قهرمانی حاضر شوند؛ در همین لحظات بود که کلنی مموریال تبریز موفق به گلزنی شد و ورزشگاه را به مرز انفجار رساند. تبریزی‌ها با حفظ نتیجه، حریف خود را شکست دادند و مقام قهرمانی را کسب کردند. تیم شاهین اصفهان به جایگاه دوم بسنده کرد.

## جام قهرمانی فوتبال ایران ۱۳۳۹
شاهین آبادان قهرمان ایران

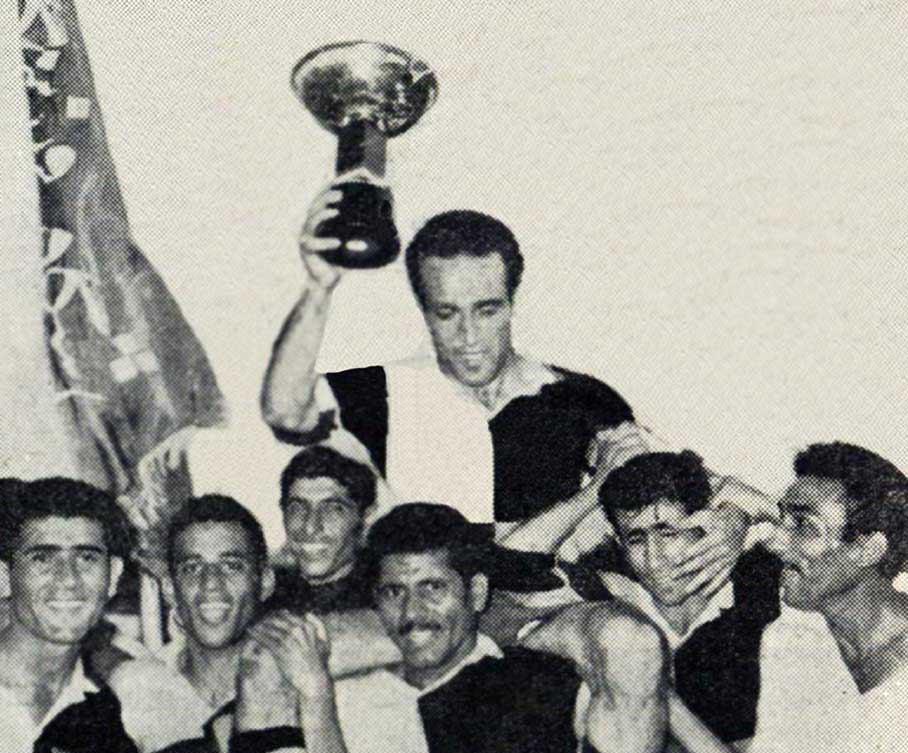
قهرمانی شاهین آبادان در جام قهرمانی فوتبال ایران، جام قهرمانی در دستان پرویز دهداری

سومین دوره جام قهرمانی فوتبال ایران را جم آبادان (شاهین آبادان) تصاحب کرد. تابستان سال ۱۳۳۹، مسابقات سالیانه فوتبال قهرمانی کشور طی دو مرحلهٔ مقدماتی و نهایی (به صورت جداگانه) برگزار شد. بدین صورت که ابتدا مرحلهٔ مقدماتی در شش منطقه، به صورت غیر متمرکز برگزار شد که در پایان تیم‌های نخست هر یک از شش منطقه، به مرحلهٔ نهایی صعود کردند. شهر ساری که موفق شد امتیاز میزبانی این رقابت‌ها را کسب کند، پذیرای شش تیم صعود کرده بود. در این مرحله تیم‌ها به صورت متمرکز (دوره‌ای) با یکدیگر رقابت نموده تا قهرمان ایران در سال ۱۳۳۹ شمسی را مشخص کنند.
مسابقات بین شش تیم برتر ایران به مدت پانزده روز در شهر شمالی ساری برگزار شد و در پایان باشگاه جم آبادان (شاهین آبادان) با کسب بیشترین امتیاز به عنوان نخست دست یافت و جام قهرمانی ایران را به آبادان برد. تیم فرهنگ قزوین هم به مقام دومی مسابقات دست یافت.

## جام قهرمانی فوتبال ایران ۱۳۴۰
جام چهارم ایران به مشهد رفت.
چهارمین دوره مسابقات جام قهرمانی فوتبال ایران ۱۳۴۰ طبق روال گذشته در مناطق مختلف برگزار شد و تیم‌های راه یافته به مرحله پایانی در شهر مشهد به رقابت پرداختند تا قهرمان ایران را معرفی کنند. تیم آریا مشهد با پشت سر گذاشتن تمامی رقبا توانست برای نخستین بار قهرمان ایران شود و جام قهرمانی را در مشهد نگه داشت. تیم کیان تهران هم که به عنوان نایب قهرمان جام حذفی تهران در این مسابقات حاضر شده بود به مقام دوم رسید. نکته مهم عدم حضور کلنی مموریال تبریز در این مسابقات بود که به دلیل مشکلات مالی از شرکت در جام انصراف داد. این کناره‌گیری با توجه به قدرت و محبوبیت تیم تبریزی حواشی بسیاری ایجاد کرد.

## جام قهرمانی فوتبال ایران ۱۳۴۱
دارایی قهرمان ایران، کسب سه‌گانه
میزبانی مرحله نهایی پنجمین دوره مسابقات مجدداً به شهر اصفهان واگذار شد. تیم‌های برتر مناطق مختلف پای به این شهر گذاشتند تا برای کسب عنوان قهرمانی ایران با یکدیگر به رقابت بپردازند. در میان تمامی رقبا، تیم دارایی تهران نماینده تهران موفق شده بود دوگانه لیگ باشگاه‌ها و جام حذفی پایتخت را تصاحب کند که برتر از سایرین جلوه کرد و با شکست حریفان به دیدار پایانی رسید. کلنی مموریال تبریز هم که قهرمان آذربایجان بود بعد از یک دوره غیبت باز هم به فینال رسید. در دیدار نهایی تیم دارایی با شکست کلنی برای اولین بار قهرمان لیگ فوتبال ایران شد. با این قهرمانی دارایی اولین تیمی بود که موفق به کسب سه‌گانه در فوتبال ایران شد.

## جام قهرمانی فوتبال ایران ۱۳۴۲
برای اولین بار یک دوره مسابقات ورزشی به صورت المپیک در رشته‌های مختلف با میزبانی تهران برگزار گردید که در رشته ورزشی فوتبال شاهین اصفهان قهرمان شد..

## جام قهرمانی فوتبال ایران ۱۳۴۳
کیان جام را با خود به تهران آورد
مشهد میزبانی ششمین دوره را به‌دست آورد تا تیمهای راه یافته از مناطق ایران را پذیرا باشد. درحالی‌که به دلیل تمسخر شاه در ورزشگاه مسابقات فوتبال تهران در هر دو جام (لیگ تهران و جام حذفی) تعطیل شده بود تیم کیان تهران به عنوان نماینده تهران به مسابقات معرفی شد که موفق شد از منطقه خود صعود کند و به مشهد برسد. تیم کیان در این مرحله هم با پشت سر گذاشتن تمامی تیم‌ها موفق شد قهرمان ایران شود. تیم کلنی مموریال تبریز به مقام دوم رسید.

## جام قهرمانی فوتبال ایران ۱۳۴۴
پاس تهران اولین قهرمانی
در سال ۱۳۴۲ در مراسم پیش بازی  دارایی و شاهین ورزشگاه امجدیه  بیش از سی هزار هوادار را در خود جای داده بود، زمانیکه هواداران متوجه حضور  محمدرضا پهلوی  پادشاه وقت ایران شدند به شعارهای سیاسی روی آوردند  نیمی  از هواداران  شاهین فریاد میزدند ،،،،شا،،، و نیمی دیگر میگفتند ،،، هین،،،  این شعار توهین آمیز   باعث شد شاه با غضب ورزشگاه را ترک کند. بلافاصله  مسابقه لغو شد و  پس از آن با ابطال مجوز برگزاری مسابقات،، لیگ استان تهران به مدت دو سال تعطیل شد   با تصمیم مسئولان  تیم تازه مطرح شده پاس تهران  بعد از قهرمانی   کیان تهران به عنوان نماینده این استان راهی مسابقات جام قهرمانی فوتبال ایران شد و به مرحله نهایی رسید. دور پایانی مسابقات در شهر ساری برگزار می‌شد.  تیم پاس تهران  موفق شد با پشت سر گذاشتن تمامی رقبا،  برای اولین بار قهرمان لیگ ایران بشود و جام باز هم به تهران رفت. تیم‌های آریا مشهد و کلنی مموریال تبریز به ترتیب دوم و سوم شدند.

## جام قهرمانی فوتبال ایران ۱۳۴۵
برگزار نشد
در این سال این مسابقات برگزار نشد.

## جام قهرمانی فوتبال ایران ۱۳۴۶
پاس موفق در دفاع از عنوان قهرمانی

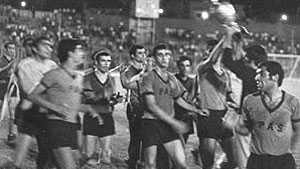
باشگاه فوتبال پاس تهران

شهر کرمان در جنوب ایران گوی رقابت را از دیگر شهرها ربود و میزبان مرحله پایانی شد. بازی‌ها از فروردین ۱۳۴۶ آغاز گردیدند و تیم‌های برتر مناطق ایران بعد از راهیابی به مرحله پایانی در کرمان برای کسب قهرمانی به رقابت پرداختند. در این مرحله تیم فوتبال پاس تهران به عنوان قهرمان باشگاه‌های تهران و نه به عنوان قهرمان فصل گذشته این مسابقات، موفق شد به این رقابتها راه یافته و سپس به مرحله پایانی برسد. پاس تهران در کرمان هم با پشت سر گذاشتن تمامی رقبا و با شکست دادن تیم کلنی مموریال تبریز برای دومین بار متوالی قهرمان ایران شد.
تا قبل از این دوره هیچ تیمی موفق نشده بود بیش از یک بار قهرمان ایران شود. این نخستین بار بود که یک تیم برای دومین بار قهرمان ایران می‌شد. همچنین پاس تهران اولین تیمی بود که موفق می‌شد از عنوان قهرمانی خود دفاع کند.

## جام قهرمانی فوتبال ایران ۱۳۴۷
پاس رکورد دار جام قهرمانی ایران
از آنجا که قهرمانی در دور قبل مسابقات ضمانتی برای حضور تیم‌ها نبود، تیم پاس تهران باز هم به عنوان قهرمان جام حذفی فوتبال تهران به این مسابقات راه پیدا کرد. مسابقات دور نهایی در این سال برای نخستین بار در بندر انزلی انجام شد که تیم پاس تهران این بار هم موفق ظاهر شد و با غلبه بر گیو بندر انزلی برای سومین و آخرین بار توانست به مقام قهرمانی فوتبال ایران برسد و با ۳ قهرمانی پیاپی برای همیشه پرافتخارترین تیم این رقابت‌ها شود. تیم باشگاه ورزشی گیو بندر انزلی هم به نایب قهرمانی رسید.

## جام قهرمانی فوتبال ایران ۱۳۴۸
پیکان تهران آخرین قهرمان
جام قهرمانی فوتبال ایران که به اوج توجه رسیده بود با اعلام فدراسیون فوتبال ایران برای آخرین بار برگزار می‌شد. به همین دلیل تیم‌ها برای کسب آخرین جام، رقابت سختی با یکدیگر داشتند. تیم فوتبال تازه تأسیس پیکان تهران که در آن زمان با نام پیکان ناسیونال در لیگ فوتبال تهران حضور داشت با جذب ستارگان پرسپولیس، قهرمان تهران شد. این تیم بعد از راهیابی به لیگ، دور مقدماتی را با موفقیت پشت سر گذاشته و به مرحله نهایی رسید. در این دور هم با شکست تیم تاج شیراز برای اولین بار قهرمان ایران شد. همچنین تیم پیکان تهران آخرین قهرمان جام قهرمانی فوتبال ایران است. تیم تاج شیراز هم آخرین نایب قهرمان این مسابقات شد.